# Västansjö ullspinneri
Västansjö ullspinneri var ett spinneribolag i byn Västansjö i Hanebo socken i Hälsingland. Bolaget hade sin verksamhet mellan 1864 och 1934. Lokalerna som färdigställdes 1867 är sedan 1990 ett byggnadsminne.

## Historia
Spinneriet startades 29 december 1864 av skräddaren Lars Lindblom i Västansjö, samt fyra bönder och en torpare. De övriga delägarna var bönderna Hans Jonsson från Lilltjära, Johan Persson från Hallen, Pehr Olsson från Hårga och Jon Jonsson från Hårga vilka ägde 20% var. Torparen hette Erik Ersson från Lotan och ägde 10%. Sockenskräddaren Lars Lindblom ägde också 10%. Köpeskillingen var 450 riksdaler (vilket motsvarar ungefär 25 000 kr i 2006 års prisläge). 
Lars Lindblom tog hand om företagets pengar och åkte till Norrköping år 1865 för att köpa maskiner i form av spinnstol och kardverk till ullspinneriet. Maskinerna levererades sen per båt till Söderhamn och de fick ligga i hamnen till det blev vinter och möjligt att dra dem på släde till Västansjö.

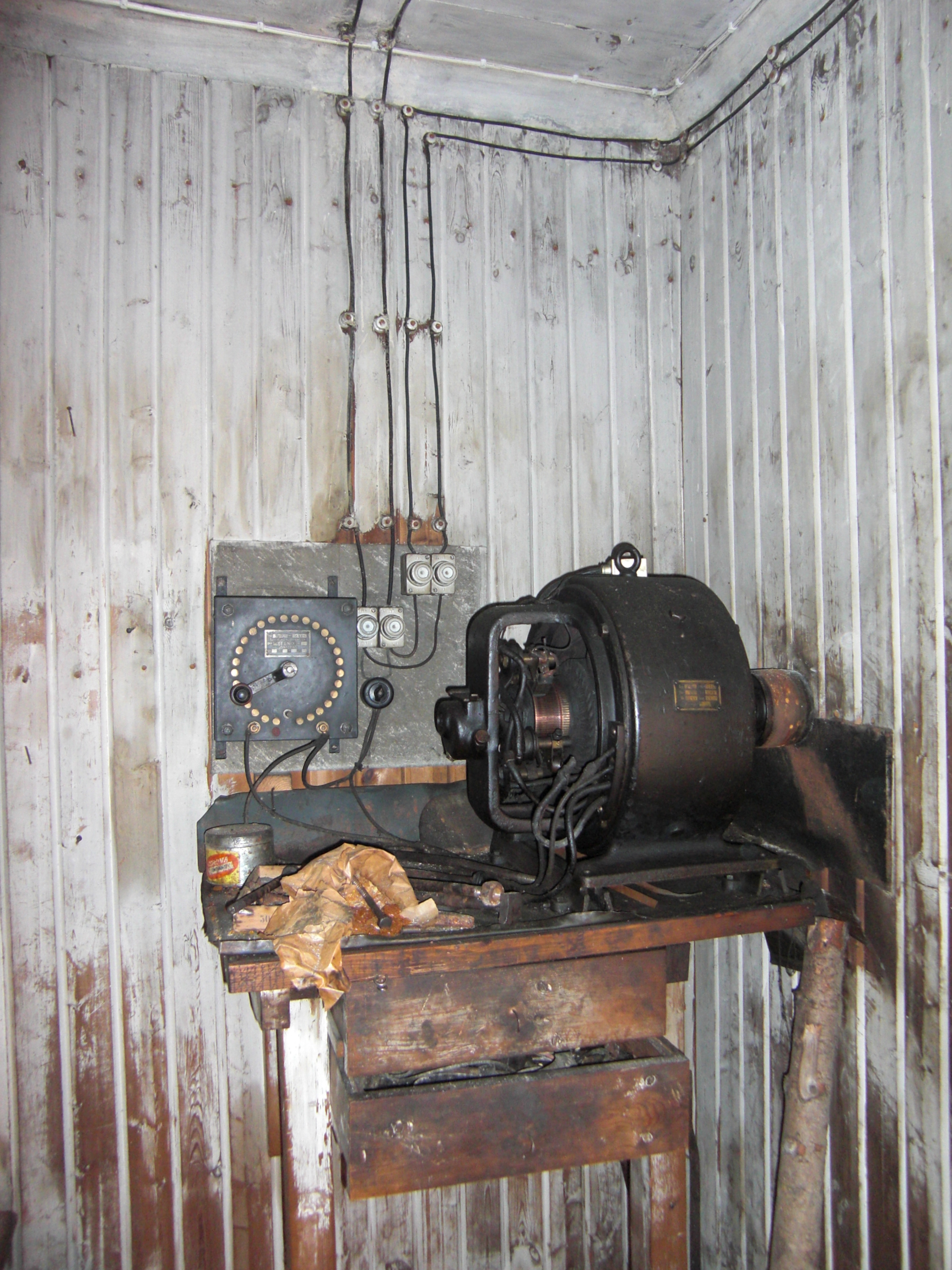
Generator i Västansjö ullspinneri som försörjde spinneriet med likström för belysningen.

1867 hoppade Pehr Olsson och Erik Ersson av företaget och en ny bonde som hette Erik Nilsson från Lilltjära tog över Pehr Olssons del.
1893 köpte Lars Lindbloms son Hans Lindblom ut övriga delägare. Verksamheten bedrevs i de gamla lokalerna och med de gamla maskinerna i fabriken på fastigheten Getholmen med tillhörande fallrättighet i Gällsån. I köpet ingick även en befintlig dammbyggnad. Gården på fastigheten kallas "Spinnars". Verksamheten bedrevs på denna fastighet till 1934, då de flyttade till nya lokaler vid vägen ett par hundra meter från "Spinnars". Företaget stannade i Lindblomsläktens ägo till 2009 då Stefan Lindblom sålde det efterföljande bolaget Garntjänst i Kilafors till personer utom familjen.